# Nepenthes rigidifolia
Nepenthes rigidifolia este o specie de plante carnivore din genul Nepenthes, familia Nepenthaceae, ordinul Caryophyllales, descrisă de Akhriadi, Hernawati și Tamin. Conform Catalogue of Life specia Nepenthes rigidifolia nu are subspecii cunoscute.

## Galerie de imagini

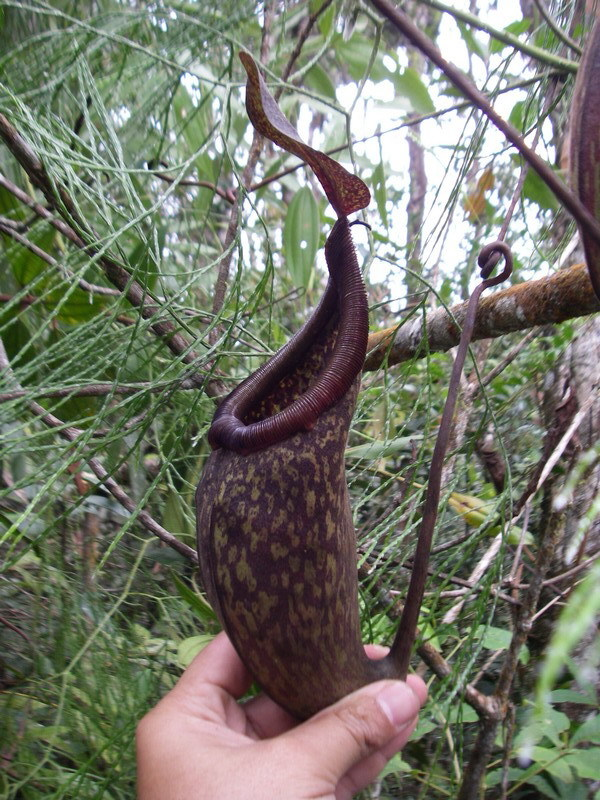
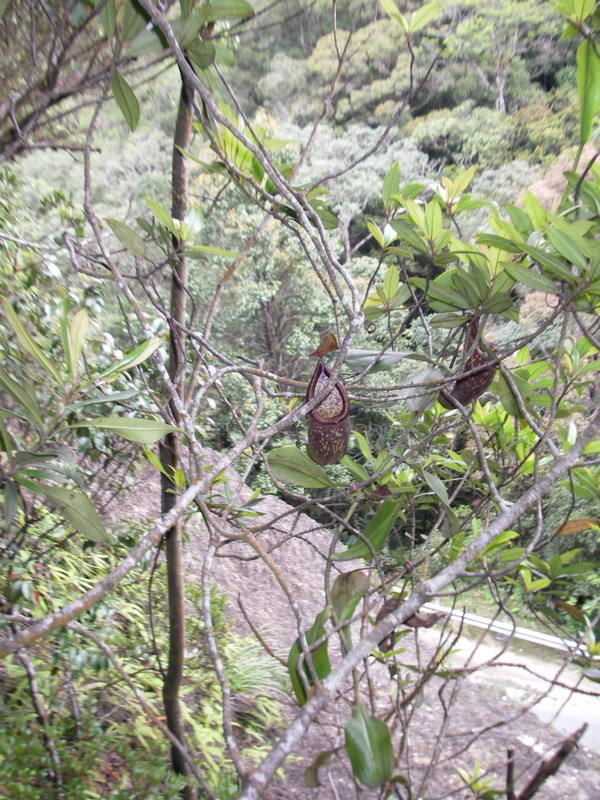
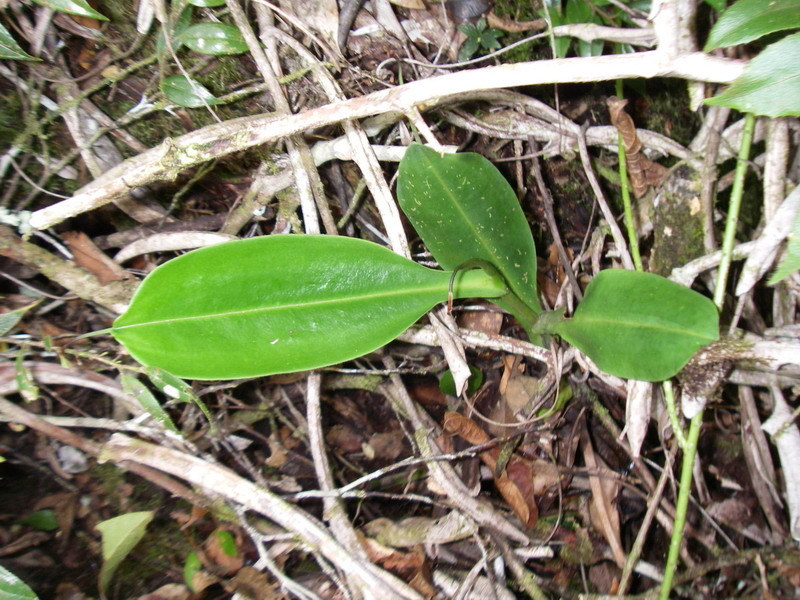
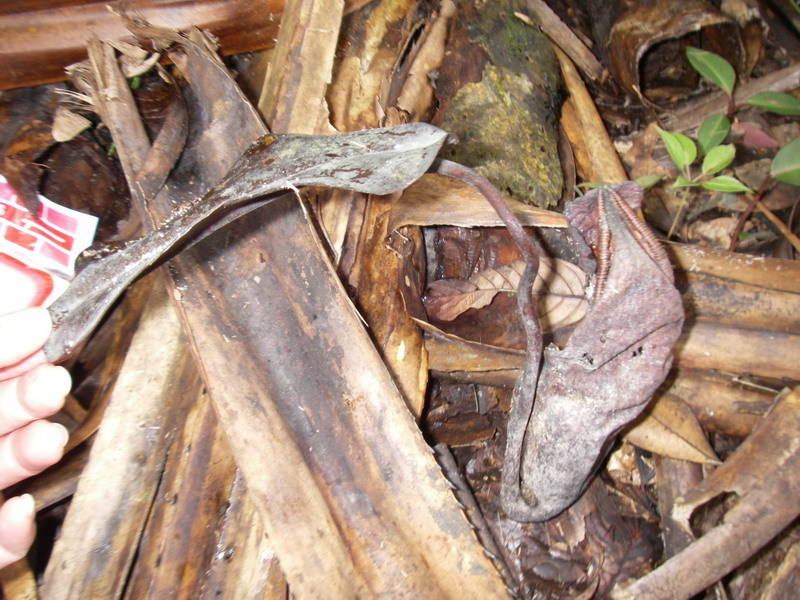
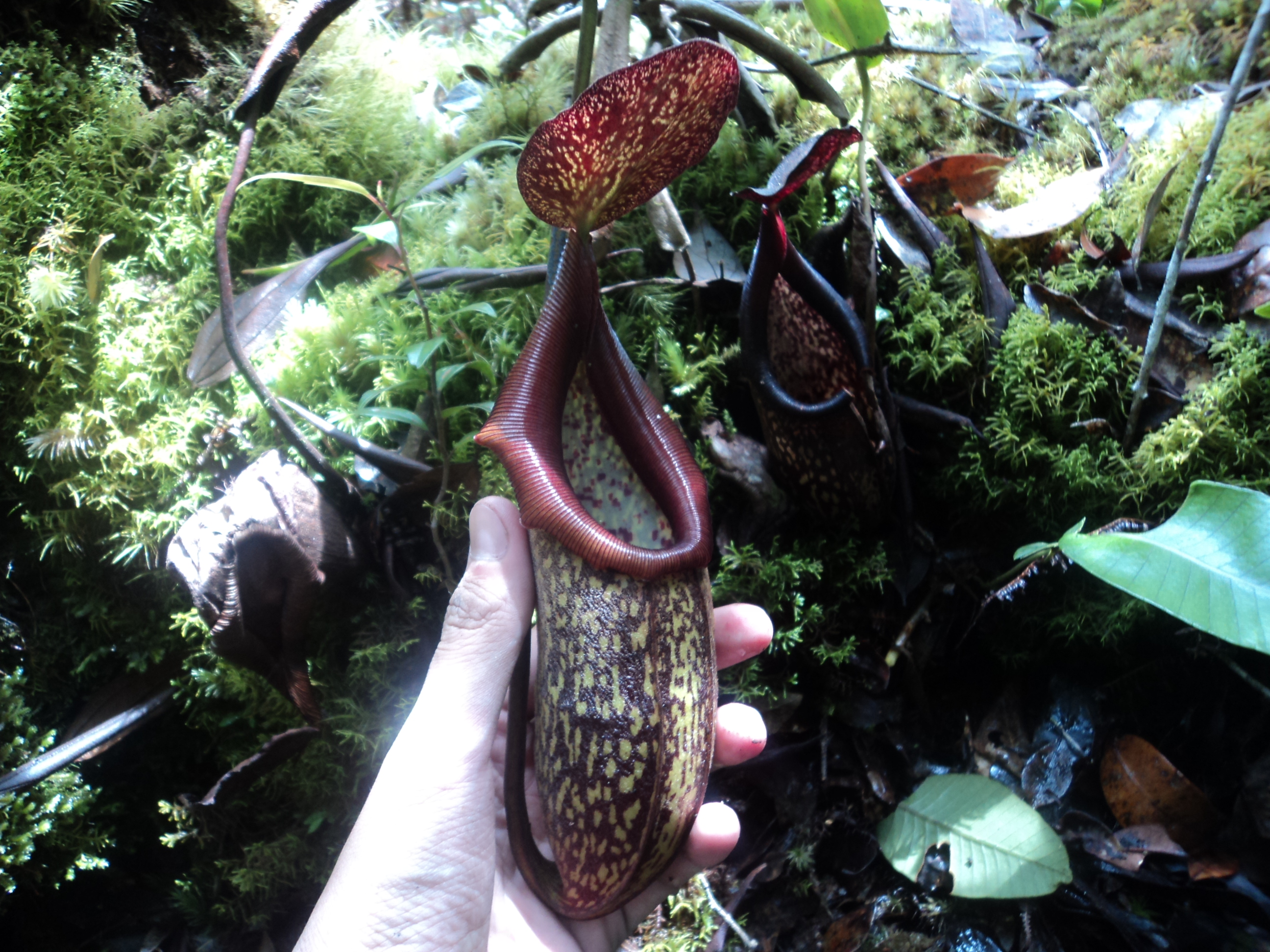
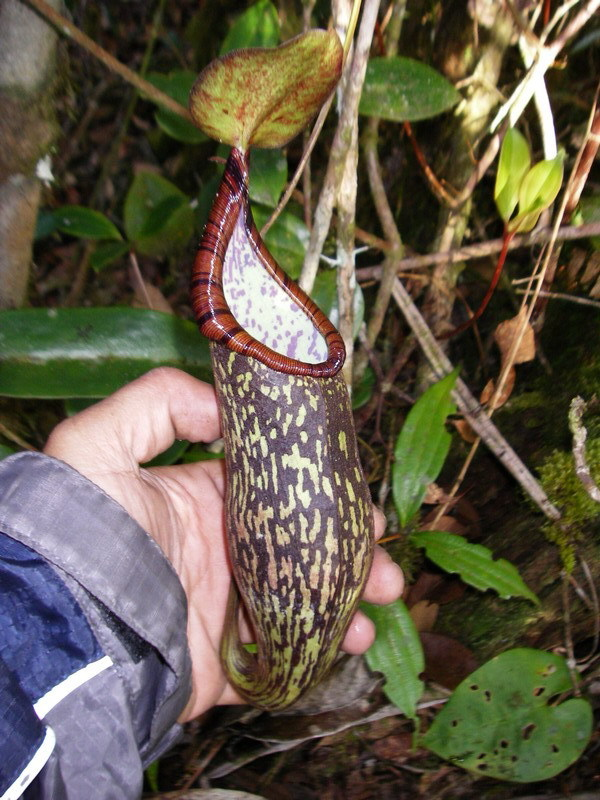